# Yiwang (Ji Xie)
Król Yi z dynastii Zhou (chiń. 周夷王; pinyin Zhōu Yíwáng; zm. 878 p.n.e.) – dziewiąty władca dynastii Zhou. Rządził w latach 886–878 p.n.e.

## Panowanie
Według Sima Qiana jego pozycja nie była zbyt silna, a lokalni watażkowie nie zawsze płacili daninę na rzecz Zhou. Popadł w konflikt z państwem Qi, mordując tamtejszego księcia.
W 879 p.n.e. Chińczycy wyprawili się przeciwko północno-wschodnim koczownikom (chiń. trad. 東夷; pinyin Dōngyí), zdobywając 1000 koni. Zimą tegoż roku w Kronice Bambusowej odnotowano silny grad. 
Jego następcą został jego syn, Liwang.